# Alocasia fallax
Alocasia fallax är en kallaväxtart som beskrevs av Heinrich Wilhelm Schott. Alocasia fallax ingår i släktet Alocasia och familjen kallaväxter. Inga underarter finns listade.